# Палата Тријумф (Москва)
Палата Тријумф (рус. Триу́мф-Пала́с) је највиша стамбена зграда у Москви и целој Европи. Понекад се зове Осма сестра јер је по изгледу слична облакодерима Седам сестара које су изграђене у Москви педесетих година под Јосифом Стаљином. Изградња је почела 2001. године.
Зграда са 57 спратова, која садржи око 1.000 луксузних апартмана, завршена је 20. децембра 2003. године, чинећи је највишим европским и руским облакодером на 264,1 m све до 2007. године када је изграђен облакодер Нобережнаја блок Ц са 264,1 m.
Палата Тријумф је детаљно приказана у серији Канала 4.